# Banda Municipal de València
La Banda Municipal de València és una banda simfònica dependent de l'Ajuntament de València. L'actual director titular és Miquel Rodrigo i Tamarit.

## Història
Va ser creada en 1903, amb la direcció de Santiago Lope, el qual va dirigir el primer concert el 8 de desembre del mateix any. Amb el mestre Lope al davant, va aconseguir nombrosos èxits, com ara tres primers premis en el Certamen Internacional de Bilbao, celebrat en 1905.
La banda fa unes noranta actuacions per any, entre les quals destaquen els concerts celebrats al Palau de la Música, els que oferix als barris perifèrics i pobles del País Valencià, així com en diverses ciutats europees i als actes protocol·laris de l'Ajuntament. Està en possessió de la Medalla d'Or al Mèrit en les Belles Arts.

## Directors
- Santiago Lope (1903 - 1906)
- Emilio Vega Manzano (1907 - 1910)
- Luis Ayllón Portillo (1913 - 1940)
- Emilio Seguí Ripoll (1941 - 1944)
- Antonio Palanca Villar (1945 - 1967) [Sagunto, Valencia]
- José Férriz Llorens (1968 - 1983) [Algemesí, Valencia]
- Joan Garcés Queralt (1983 - 1987) [Benifairó de les Valls, Valencia]
- Julio Ribelles Brunet (1987 - 1992) [El Puig, Valencia]
- Pablo Sánchez Torrella (1992 - 2010) [Paterna, Valencia]
- Manuel Enguídanos Cotanda (2010 - 2011) [Llíria, Valencia]
- Fernando Bonete Piqueras (2012 - 2018) [Almansa, Albacete)
- Rafael Sanz-Espert (2018 -) [Llombai, Valencia]